# Arroyo Seco (Los Angeles River)
Der Arroyo Seco (span.: „trockener Bach“) ist ein ephemerer Nebenfluss des Los Angeles River im Los Angeles County im Bundesstaat Kalifornien. Der 22 Meilen lange Fluss entspringt in den San Gabriel Mountains und durchfließt Pasadena, Altadena, La Cañada Flintridge, South Pasadena und nordöstliche Teile von Los Angeles, wo er im Stadtteil Lincoln Heights in den Los Angeles River mündet. Der Los Angeles River entwässert in den Pazifik. Der Flusslauf ist heute größtenteils durch Betonwände reguliert.
Entlang des Flusses siedelten vor dem Eintreffen der Europäer Tongva-Indianer. 1760 erreichte die Expedition von Gaspar de Portolà den Arroyo Seco und Portolà nannte den Fluss Arroyo Seco.

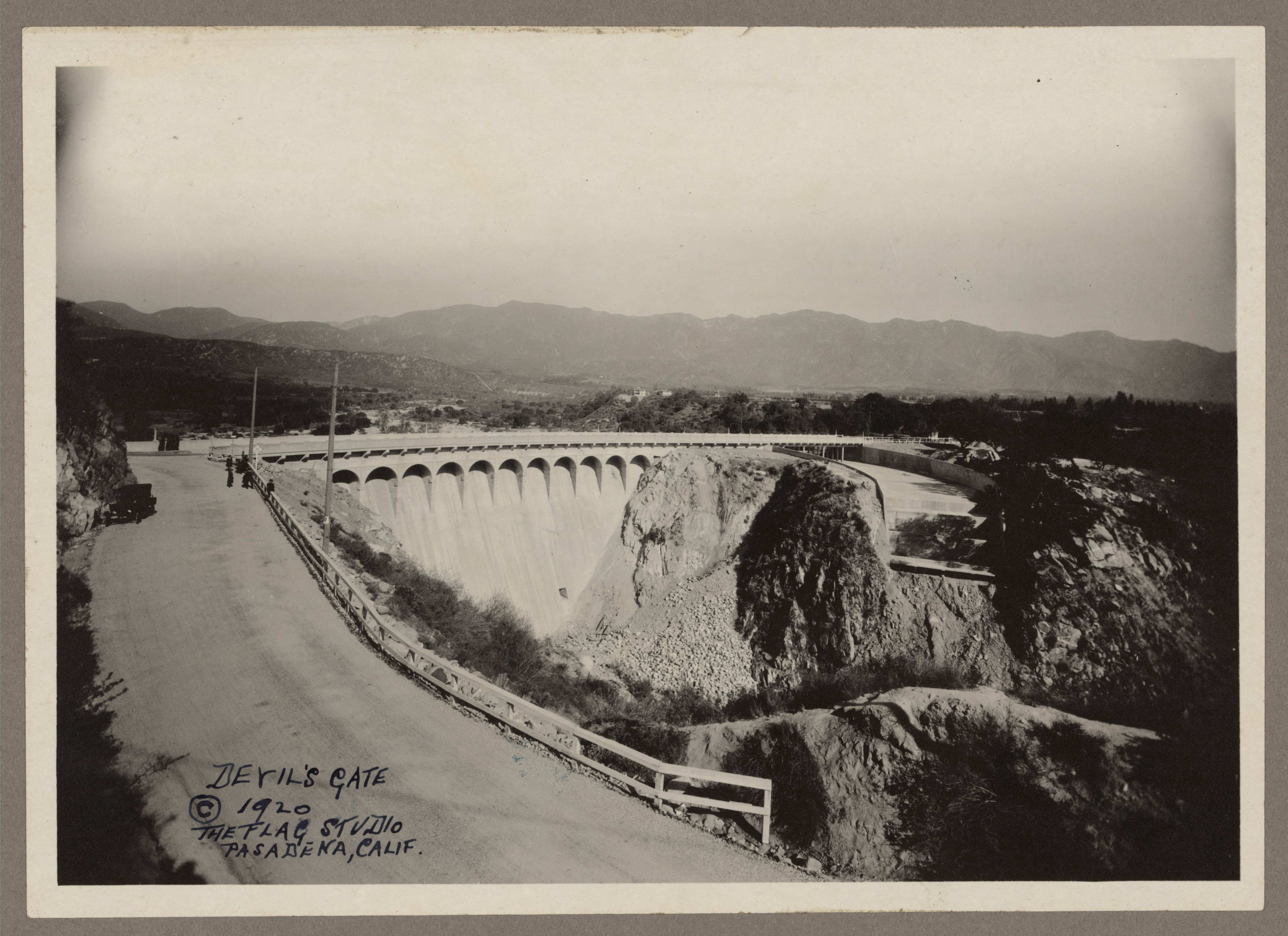
Devil’s Gate Dam 1920.

Um durch Überschwemmungen verursachte Flutkatastrophen vorzubeugen, wurde 1914 der Los Angeles County Flood Control District gegründet. Bereits 1916 wurde mit der Errichtung des Devil’s Gate Dam im Lauf des Arroyo Seco in Pasadena begonnen. Der Staudamm zur Flutregulierung wurde 1920 beendet. Aber auch nach der Fertigstellung trat der Fluss nach schweren Regenfällen noch über die Ufer. Von 1934 bis 1947 wurde dann ein Betonbett für den gesamten Lauf des Arroyo Seco angelegt.
1936 führte eine dreiköpfige Gruppe des Jet Propulsion Laboratory um Jack Parsons im Bett des zu der Zeit trockenliegenden Flussbetts die ersten US-amerikanischen Raketenversuche durch.
Es bestehen Bestrebungen den Arroyo Seco zu renaturieren.